# Joey Dedio
Joey Dedio est un acteur, producteur de cinéma et scénariste américain né le 11 septembre 1963 à New York, New York Français.

## Filmographie

### Comme acteur
- 1982 : The Great Love Experiment (TV) : Anthony
- 1964 : Another World (série télévisée) : Raul (1985)
- 1988 : Deux chiots en danger (Pound Puppies and the Legend of Big Paw)
- 1988 : Denver, le dernier dinosaure (Denver, the Last Dinosaur) (série télévisée) : Louden (voix)
- 1989 : Desert Steel : Jose
- 1989 : The Karate Kid (série télévisée) : Daniel (voix)
- 1990 : Cartoon All-Stars to the Rescue (TV) : The Dealer (voix)
- 1990 : Capitaine Planète (Captain Planet and the Planeteers) (série télévisée) : Wheeler Sloane (voix)
- 1992 : Where the Day Takes You : Teen
- 1994 : The Pros & Cons of Breathing : Tony
- 1995 : Stonewall : Angelo
- 1996 : Timelock : Larden
- 1997 : Strays : Fred
- 1997 : Sunset Beach (Sunset Beach) (série télévisée) : Voice of Baby Trey (1998) (voix)
- 1998 : Somewhere in the City : Ramon
- 1999 : The Last Great Ride : Bently the Dog (voix)
- 1999 : On the Q.T. : Miguel
- 1999 : Trick de Jim Fall : Ex Go-Go Boy
- 2000 : Another Happy Tear : Tim
- 2000 : Rock the Boat (TV)
- 2001 : Queenie in Love : Chino
- 2001 : Shooting Blanks : Lenny
- 2002 : Bridget : Masked Man
- 2002 : Bomb the System : Hazer
- 2003 : A Good Night to Die : Petey
- 2004 : Downtown: A Street Tale (en) de Rafal Zielinski (en) : Angelo

### Comme producteur
- 2002 : Bomb the System
- 2004 : Downtown: A Street Tale (en)

### Comme scénariste
- 2004 : Downtown: A Street Tale (en)